# NFL Expansion Draft 1976
Der NFL Expansion Draft 1976 der National Football League war ein Expansion Draft, bei dem die beiden neuen Teams, die Seattle Seahawks und die Tampa Bay Buccaneers, im Zuge der Aufstockung von 26 auf 28 Teams ihre ersten Spieler unter Vertrag nehmen konnten. Die beiden Expansion Teams sollten zur Saison 1976 den Spielbetrieb aufnehmen, weshalb vom 30.–31. März 1976 der Expansion Draft und vom 8.–9. April 1976 der jährliche NFL Draft abgehalten wurde. Dazu durfte jedes der bestehenden NFL-Teams 29 Spieler auf eine Liste setzen, die nicht durch die Expansionsteams ausgewählt werden durften. Wenn ein Spieler von einem bestehenden Team ausgewählt wurde, durfte dieses Team dann zwei weitere Spieler schützen. Die beiden Teams führten die Auswahl solange fort, bis drei Spieler aus jedem der bestehenden Teams ausgewählt wurde. So konnten die beiden Teams jeweils ihre ersten 39 Spieler aussuchen.

## Auswahl der Seattle Seahawks
| Wayne Baker     | Defensive Tackle | San Francisco 49ers  | BYU                      | 14  | 1  |
| Carl Barisich   | Defensive Tackle | Cleveland Browns     | Princeton                | 41  | 3  |
| Nick Bebout     | Tackle           | Atlanta Falcons      | Wyoming                  | 40  | 3  |
| Lyle Blackwood  | Defensive Back   | Cincinnati Bengals   | TCU                      | 34  | 3  |
| Ed Bradley      | Linebacker       | Pittsburgh Steelers  | Wake Forest              | 49  | 4  |
| Dave Brown^     | Defensive Back   | Pittsburgh Steelers  | Michigan                 | 13  | 1  |
| Don Clune       | Wide Receiver    | New York Giants      | Pennsylvania             | 18  | 2  |
| Rondy Colbert   | Defensive Back   | New York Giants      | Lamar                    | 14  | 1  |
| Dwayne Crump    | Defensive Back   | St. Louis Cardinals  | Fresno State             | 42  | 3  |
| Mike Curtis^    | Linebacker       | Baltimore Colts      | Duke                     | 125 | 11 |
| Jerry Davis     | Defensive Back   | New York Jets        | Morris Brown             | 6   | 1  |
| John Demarie    | Guard            | Cleveland Browns     | LSU                      | 123 | 9  |
| Norm Evans^     | Tackle           | Miami Dolphins       | TCU                      | 152 | 11 |
| Ken Geddes      | Linebacker       | Los Angeles Rams     | Nebraska                 | 58  | 5  |
| Neil Graff      | Quarterback      | New England Patriots | Wisconsin                | 25  | 2  |
| Don Hansen      | Linebacker       | Atlanta Falcons      | Illinois                 | 125 | 9  |
| Gary Hayman     | Runningback      | Buffalo Bills        | Penn State               | 15  | 2  |
| Fred Hoaglin^   | Center           | Houston Oilers       | Pittsburgh               | 129 | 10 |
| Ron Howard      | Tight End        | Dallas Cowboys       | Seattle                  | 22  | 2  |
| Ken Hutcherson  | Linebacker       | Green Bay Packers    | Livingston State         | 22  | 2  |
| Gordon Jolley   | Tackle           | Detroit Lions        | Utah                     | 32  | 4  |
| Gary Keithley   | Quarterback      | St. Louis Cardinals  | Texas-El Paso            | 14  | 1  |
| Art Kuehn       | Center           | Washington Redskins  | UCLA                     | 12  | 1  |
| Kerry Marbury   | Runningback      | New England Patriots | West Virginia            | 7   | 2  |
| Al Matthews     | Defensive Back   | Green Bay Packers    | Texas A&I                | 84  | 6  |
| Sam McCullum    | Wide Receiver    | Minnesota Vikings    | Montana State            | 21  | 2  |
| John McMakin    | Tight End        | Detroit Lions        | Clemson                  | 47  | 4  |
| Eddie McMillan  | Defensive Back   | Los Angeles Rams     | Florida State            | 42  | 3  |
| Bill Olds       | Runningback      | Baltimore Colts      | Nebraska                 | 40  | 3  |
| Jesse O’Neal    | Defensive End    | Houston Oilers       | Grambling State          | 16  | 1  |
| Joe Owens       | Defensive End    | New Orleans Saints   | Alcorn State             | 84  | 6  |
| Bob Penchion    | Guard            | San Francisco 49ers  | Alcorn State             | 34  | 4  |
| Bob Picard      | Wide Receiver    | Philadelphia Eagles  | Eastern Washington State | 42  | 3  |
| Rocky Rasley    | Guard            | Kansas City Chiefs   | Oregon State             | 73  | 6  |
| Steve Taylor    | Defensive Back   | Denver Broncos       | Georgia                  | 0   | 0  |
| Dave Tipton     | Defensive End    | San Diego Chargers   | Stanford                 | 50  | 5  |
| Charles Waddell | Tight End        | San Diego Chargers   | North Carolina           | 0   | 0  |
| Larry Woods     | Defensive Tackle | New York Jets        | Tennessee State          | 41  | 5  |
| Roland Woolsey  | Defensive Back   | Dallas Cowboys       | Boise State              | 14  | 1  |

## Auswahl der Tampa Bay Buccaneers
| Larry Ball        | Linebacker       | Detroit Lions        | Louisville     | 52  | 4  |
| Joe Blahak        | Cornerback       | Minnesota Vikings    | Nebraska       | 23  | 3  |
| Bubba Bridges     | Defensive Tackle | Denver Broncos       | Colorado       | 0   | 0  |
| Bubba Broussard   | Linebacker       | Chicago Bears        | Houston        | 0   | 0  |
| Louis Carter      | Runningback      | Oakland Raiders      | Maryland       | 8   | 1  |
| Steve Colavito    | Linebacker       | Philadelphia Eagles  | Wake Forest    | 4   | 1  |
| Mark Cotney       | Safety           | Houston Oilers       | Cameron        | 14  | 1  |
| Mike Current^     | Tackle           | Denver Broncos       | Ohio State     | 109 | 9  |
| Anthony Davis     | Runningback      | New York Jets        | USC            | 25  | 2  |
| Ricky Davis       | Defensive Back   | Cincinnati Bengals   | Alabama        | 14  | 1  |
| Earl Douthitt     | Defensive Back   | Chicago Bears        | Iowa           | 9   | 1  |
| Bruce Elia        | Linebacker       | Miami Dolphins       | Ohio State     | 14  | 1  |
| Larry Ely         | Linebacker       | Chicago Bears        | Iowa           | 50  | 5  |
| Howard Fest       | Guard            | Cincinnati Bengals   | Texas          | 112 | 8  |
| Ira Gordon        | Guard            | San Diego Chargers   | Kansas State   | 62  | 6  |
| Jimmy Gunn        | Linebacker       | New York Giants      | USC            | 73  | 6  |
| Harold Hart       | Runningback      | Oakland Raiders      | Texas Southern | 22  | 2  |
| Durwood Keeton    | Defensive Back   | New England Patriots | Oklahoma       | 12  | 1  |
| Jim Kearney       | Safety           | Kansas City Chiefs   | Prairie View   | 128 | 11 |
| Vince Kendrick    | Runningback      | Atlanta Falcons      | Florida        | 14  | 1  |
| Morris LaGrand    | Runningback      | New Orleans Saints   | Tampa          | 13  | 1  |
| Willie McGee      | Wide Receiver    | Los Angeles Rams     | Alcorn State   | 39  | 3  |
| J.K. McKay        | Wide Receiver    | Cleveland Browns     | USC            | 12  | 1  |
| Bob Moore         | Tight End        | Oakland Raiders      | Stanford       | 70  | 5  |
| Manfred Moore     | Runningback      | San Francisco 49ers  | USC            | 28  | 2  |
| Frank Oliver      | Defensive Back   | Buffalo Bills        | Kentucky State | 14  | 1  |
| Dave Pear^        | Defensive Tackle | Baltimore Colts      | Washington     | 13  | 1  |
| Cal Peterson      | Linebacker       | Dallas Cowboys       | UCLA           | 28  | 2  |
| Dave Reavis       | Tackle           | Pittsburgh Steelers  | Arkansas       | 24  | 2  |
| Council Rudolph   | Defensive End    | St. Louis Cardinals  | Kentucky State | 44  | 4  |
| Dan Ryczek        | Center           | Washington Redskins  | Virginia       | 32  | 3  |
| Barry Smith       | Wide Receiver    | Green Bay Packers    | Florida State  | 41  | 3  |
| Ken Stone         | Safety           | Washington Redskins  | Vanderbilt     | 27  | 3  |
| Doug Swift        | Linebacker       | Miami Dolphins       | Amherst        | 78  | 6  |
| Dave Thompson     | Tackle/Center    | New Orleans Saints   | Clemson        | 56  | 5  |
| Pat Toomay        | Defensive End    | Buffalo Bills        | Vanderbilt     | 84  | 6  |
| John Ward         | Center/Guard     | Minnesota Vikings    | Oklahoma State | 74  | 5  |
| Lawrence Williams | Wide Receiver    | Kansas City Chiefs   | Texas Tech     | 0   | 0  |
| Dan Yochum §      | Tackle           | Philadelphia Eagles  | Syracuse       | 48  | 4  |